# Persone di nome Virginio
| Questa pagina contiene informazioni ricavate automaticamente dalle voci biografiche con l'ausilio del template Bio e di un bot. L'aggiornamento è periodico e automatico e ricostruisce completamente la pagina. Se manca una persona in questa lista, sei pregato di non aggiungerla, ma accertati piuttosto che la sua voce biografica contenga il template Bio e che i dati anagrafici siano correttamente compilati. Se il template Bio manca, inseriscilo tu stesso o, in alternativa, metti l'avviso {{tmp\|Bio}} che ne segnala la mancanza. Se i dati riportati sono sbagliati, correggi direttamente la voce biografica; le modifiche saranno visibili in questa lista entro pochi giorni. Per chiarimenti vedi il progetto antroponimi. La lista contiene solo le 59 persone che sono citate nell'enciclopedia e per le quali è stato implementato correttamente il template Bio. Pagina aggiornata al 6 mag 2025. |

Questa è una lista di persone presenti nell'enciclopedia che hanno il nome Virginio, suddivise per attività principale.

## Allenatori di calcio(1)
- Virginio Canzi, allenatore di calcio e ex calciatore italiano (Sovico, n. 1945)

## Allenatori di pallacanestro(1)
- Virginio Bernardi, allenatore di pallacanestro italiano (Caserta, n. 1954)

## Alpinisti(1)
- Virginio Epis, alpinista e militare italiano (Oltre il Colle, n. 1931 - Aosta, † 2025)

## Arbitri di calcio(2)
- Virginio Canavesio, arbitro di calcio italiano (Torino, n. 1908 - Besano, † 2000)
- Virginio Quartuccio, ex arbitro di calcio italiano (Torre Annunziata, n. 1954)

## Architetti(3)
- Virginio Colombo, architetto italiano (Brera, n. 1885 - Buenos Aires, † 1927)
- Virginio Muzio, architetto italiano (Colognola al Piano, n. 1864 - Bergamo, † 1904)
- Virginio Vespignani, architetto italiano (Roma, n. 1808 - Roma, † 1882)

## Attori(1)
- Virginio Gazzolo, attore italiano (Roma, n. 1936)

## Bibliotecari(1)
- Virginio Mazzelli, bibliotecario e scrittore italiano (Reggio Emilia, n. 1865 - Reggio Emilia, † 1931)

## Calciatori(8)
- Virginio Bonati, calciatore italiano (Porto Ceresio, n. 1914 - † 1944)
- Virginio Cáceres, ex calciatore paraguaiano (Itacurubí del Rosario, n. 1962)
- Virginio Cartosio, calciatore italiano (Cadidavid, n. 1919)
- Virginio Costa, ex calciatore italiano (San Giuliano Milanese, n. 1938)
- Virginio De Paoli, calciatore italiano (Certosa di Pavia, n. 1938 - Brescia, † 2009)
- Virginio Guidazzi, calciatore italiano (Cervia, n. 1931 - † 1974)
- Gino Pariani, calciatore statunitense (St. Louis, n. 1928 - St. Louis, † 2007)
- Virginio Rosetta, calciatore e allenatore di calcio italiano (Vercelli, n. 1902 - Torino, † 1975)

## Cantautori(1)
- Virginio, cantautore italiano (Fondi, n. 1985)

## Cardinali(1)
- Virginio Orsini, cardinale e vescovo cattolico italiano (Roma, n. 1615 - Roma, † 1676)

## Cestisti(1)
- Virginio Zucchi, ex cestista italiano (Varese, n. 1932)

## Ciclisti su strada(1)
- Virginio Salimbeni, ciclista su strada italiano (Lainate, n. 1922 - Seveso, † 2011)

## Clarinettisti(1)
- Virginio Ferrari, clarinettista italiano (Parma, n. 1833 - Parma, † 1886)

## Conduttori televisivi(1)
- Gerry Scotti, conduttore televisivo, conduttore radiofonico e attore italiano (Camporinaldo, n. 1956)

## Dirigenti sportivi(1)
- Virginio Ferrari, dirigente sportivo e pilota motociclistico italiano (Pellegrino Parmense, n. 1952)

## Fantini(1)
- Virginio Zedde, fantino italiano (Siena, n. 1976)

## Giornalisti(1)
- Virginio Gayda, giornalista e saggista italiano (Roma, n. 1885 - Roma, † 1944)

## Ingegneri(1)
- Virginio Tonini, ingegnere e dirigente sportivo italiano (Vicenza - Vicenza)

## Matematici(1)
- Virginio Retali, matematico italiano (Marciana Marina, n. 1853 - Milano, † 1930)

## Militari(5)
- Virginio Arzani, militare e partigiano italiano (Genova, n. 1922 - Cerreto, † 1944)
- Virginio Bordino, militare e progettista italiano (Torino, n. 1804 - Firenze, † 1879)
- Virginio Cavallini, militare e ingegnere italiano (Fornacette, n. 1875 - Camaiore, † 1944)
- Virginio Fasan, militare italiano (Udine, n. 1914 - Mar di Sardegna, † 1943)
- Virginio Orsini, militare italiano (n. 1567 - † 1596)

## Partigiani(1)
- Virginio Mezzanzanica, partigiano italiano (Nerviano, n. 1919 - Nerviano, † 2010)

## Piloti automobilistici(1)
- Gino Munaron, pilota automobilistico italiano (Torino, n. 1928 - Valenza, † 2009)

## Pistard(1)
- Virginio Pizzali, pistard e ciclista su strada italiano (Mortegliano, n. 1934 - Udine, † 2021)

## Pittori(4)
- Virginio Bianchi, pittore italiano (Massarosa, n. 1899 - Massarosa, † 1970)
- Virginio Ghiringhelli, pittore e decoratore italiano (Milano, n. 1898 - San Vito di Bellagio, † 1964)
- Virginio Monti, pittore italiano (Genzano di Roma, n. 1852 - Roma, † 1942)
- Ugo Nebbia, pittore, critico d'arte e restauratore italiano (Perugia, n. 1880 - Sori, † 1965)

## Poeti(1)
- Virginio Cesarini, poeta italiano (Roma, n. 1595 - Roma, † 1624)

## Politici(8)
- Virginio Allione, politico italiano (Cuneo, n. 1822 - † 1885)
- Virginio Bertinelli, politico italiano (Como, n. 1901 - Como, † 1973)
- Virginio Bettini, politico italiano (Nova Milanese, n. 1942 - Nova Milanese, † 2020)
- Virginio Borioni, politico e partigiano italiano (Macerata, n. 1903 - † 1961)
- Virginio Brivio, politico italiano (Lecco, n. 1961)
- Virginio Caparvi, politico italiano (Foligno, n. 1982)
- Virginio Merola, politico italiano (Santa Maria Capua Vetere, n. 1955)
- Virginio Rognoni, politico italiano (Corsico, n. 1924 - Pavia, † 2022)

## Presbiteri(2)
- Gino Rigoldi, presbitero italiano (Milano, n. 1939)
- Virginio Rotondi, presbitero italiano (Vicovaro, n. 1912 - Castel Gandolfo, † 1990)

## Principi(1)
- Virginio Cenci Bolognetti, V principe di Vicovaro, principe e politico italiano (Roma, n. 1765 - Roma, † 1837)

## Registi(1)
- Virginio Puecher, regista e critico teatrale italiano (Lambrugo, n. 1926 - Milano, † 1990)

## Saltatori con gli sci(1)
- Virginio Lunardi, ex saltatore con gli sci italiano (Gallio, n. 1968)

## Santi(1)
- San Virginio, santo romano

## Scrittori(1)
- Virginio Ariosto, scrittore e religioso italiano (Ferrara, n. 1509 - Ferrara, † 1560)

## Scultori(1)
- Virginio Bracci, scultore italiano (Roma, n. 1738 - Roma, † 1815)

## Sovrani(1)
- Virginio Orsini, sovrano italiano (n. 1572 - Roma, † 1615)